# Nhà hàng thức ăn nhanh

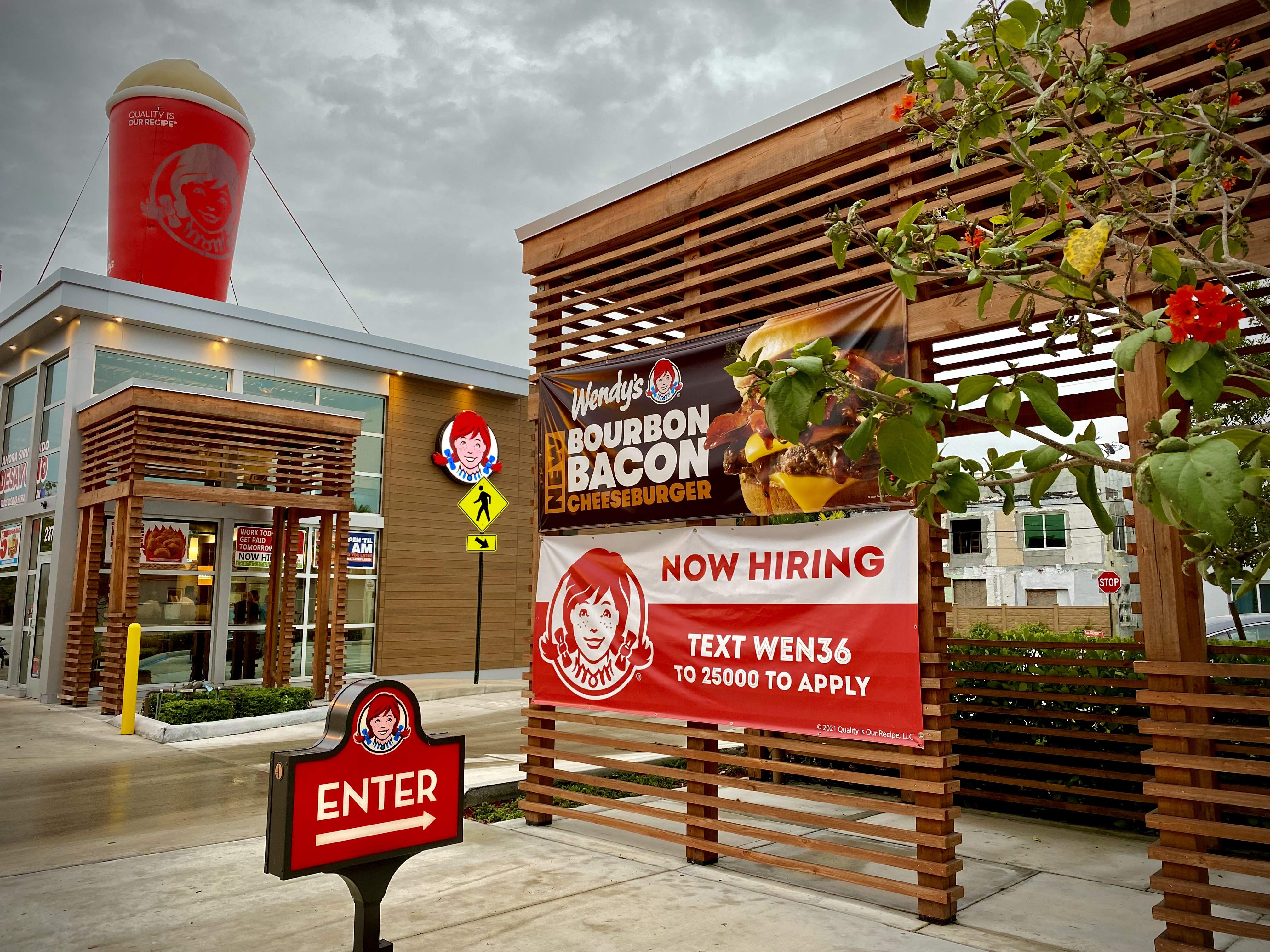
Một nhà hàng thức ăn nhanh ở Little Havana, Miami, Florida

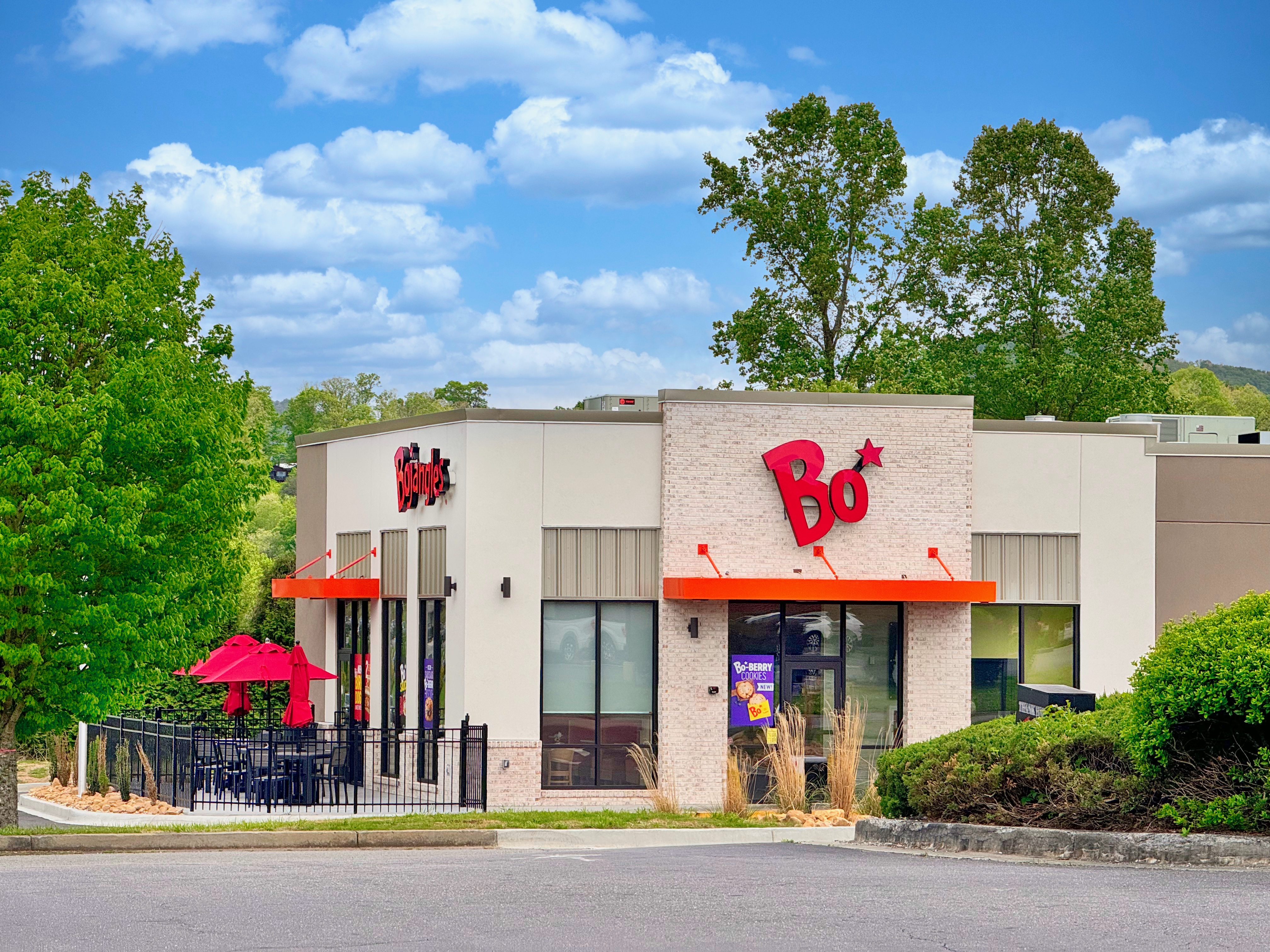
Một quán thức ăn nhanh ở Georgia, Hoa Kỳ

Nhà hàng thức ăn nhanh (Fast-food restaurant) hay Quán ăn nhanh (Quick-service restaurant/QSR) là một loại hình nhà hàng phục vụ các món thức ăn nhanh (Fast-food) và có dịch vụ phục vụ tại bàn tối thiểu cho thực khách. Thức ăn được phục vụ trong các nhà hàng thức ăn nhanh thường là một phần của "món ăn kiểu Tây" được cung cấp từ một thực đơn giới hạn các món nhất định, những món ăn này được nấu chín trước với số lượng lớn và giữ nóng để giao hàng, thức ăn được chế biến và đóng gói theo yêu cầu, và thường có thể mang đi (Take away), mặc dù có thể có chỗ ngồi để ăn. Các nhà hàng thức ăn nhanh thường là một phần của chuỗi nhà hàng (chuỗi cửa hàng) hoặc được nhượng quyền thương mại cung cấp các thành phần thực đơn được chuẩn hóa và/hoặc thực phẩm, nguyên liệu, phụ liệu, hương liệu và vật tư được chế biến một phần cho mỗi nhà hàng thông qua các kênh cung cấp được kiểm soát theo tiêu chuẩn. Thuật ngữ "thức ăn nhanh" đã được Merriam–Webster công nhận trong một từ điển vào năm 1951. 
Trong khi nhà hàng thức ăn nhanh đầu tiên ở Hoa Kỳ là White Castle khánh thành vào năm 1921 các nhà hàng thức ăn nhanh đã hoạt động ở nơi khác sớm hơn nhiều, chẳng hạn như công ty thức ăn nhanh Nhật Bản Yoshinoya, bắt đầu hoạt động tại Tokyo vào năm 1899. Ngày nay, các chuỗi thức ăn nhanh do người Mỹ sáng lập như McDonald's (khai trương vào năm 1940) và KFC (ra mắt vào 1952) là các tập đoàn đa quốc gia có các cửa hàng trên toàn cầu. Các biến thể của khái niệm nhà hàng thức ăn nhanh bao gồm nhà hàng bình dân nhanh và dịch vụ ăn uống lưu động (xe phục vụ ăn uống). Các nhà hàng bình dân nhanh có tỷ lệ ngồi vào cao hơn, cung cấp dịch vụ kết hợp giữa dịch vụ tại quầy điển hình tại các nhà hàng thức ăn nhanh và dịch vụ tại bàn theo kiểu truyền thống. Hoa Kỳ có ngành công nghiệp thức ăn nhanh lớn nhất trên thế giới và các nhà hàng thức ăn nhanh của Mỹ có mặt tại hơn 100 quốc gia.

## Lịch sử
Năm 1896, nhà hàng tự phục vụ đầu tiên ("Stollwerck-Automatenrestaurant") mở tại Leipziger Straße của Berlin. Một số người cho rằng lịch sử hiện đại của đồ ăn nhanh tại Hoa Kỳ bắt đầu từ ngày 7 tháng 7 năm 1912, khi một nhà hàng đồ ăn nhanh có tên là Automat mở cửa tại New York. Automat là một căng tin với các món ăn chế biến sẵn được đặt sau những ô cửa kính nhỏ và các khe cắm trả bằng xu. Joseph Horn và Frank Hardart đã mở chuỗi Horn & Hardart Automat đầu tiên tại Philadelphia vào năm 1902, nhưng "Automat" của họ tại Broadway và Phố 13, Thành phố New York đã tạo nên một cơn sốt. Nhiều nhà hàng Automat đã được xây dựng trên khắp đất nước để đáp ứng nhu cầu. Automat vẫn cực kỳ phổ biến trong suốt những năm 1920 và 1930. Công ty cũng phổ biến khái niệm về đồ ăn "mang đi", với khẩu hiệu "Bớt việc cho Mẹ" (Less work for Mother). Hầu hết các nhà sử học đều đồng ý rằng công ty White Castle của Mỹ là cửa hàng thức ăn nhanh đầu tiên, bắt đầu tại Wichita, Kansas vào năm 1916 với các quầy hàng thực phẩm và được thành lập vào năm 1921, bán bánh mì kẹp thịt với giá năm xu một chiếc ngay từ khi thành lập và tạo ra nhiều đối thủ cạnh tranh và kẻ bắt chước. 

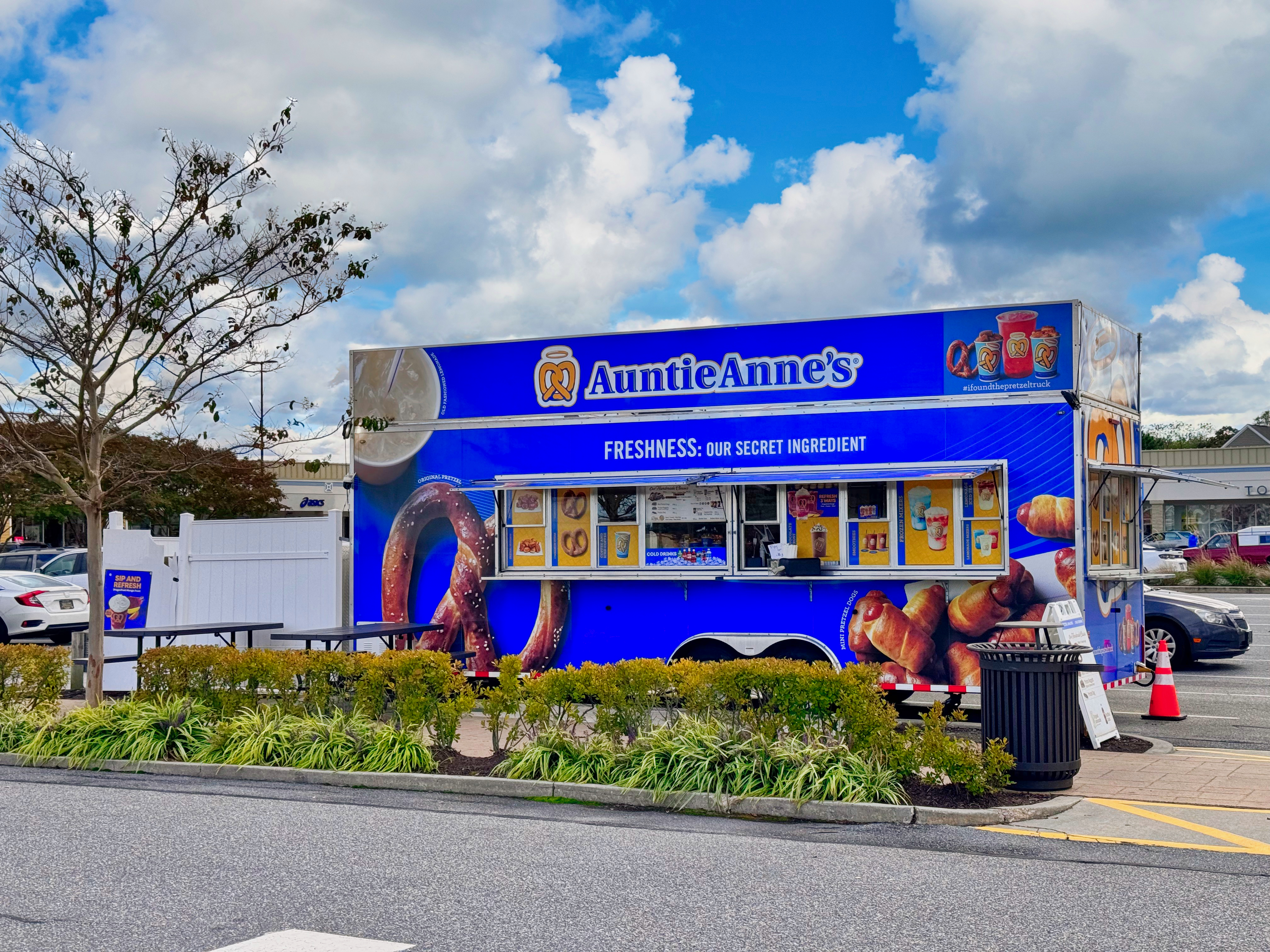
Một điểm bán thức ăn nhanh ở Delaware

Tuy nhiên, điều chắc chắn là White Castle đã nỗ lực đáng kể đầu tiên để chuẩn hóa sản xuất thực phẩm, diện mạo và hoạt động của các nhà hàng bánh mì kẹp thịt thức ăn nhanh. Hệ thống White Castle của William Ingram và Walter Anderson đã tạo ra chuỗi cung ứng thức ăn nhanh đầu tiên cung cấp thịt, bánh bao, đồ giấy và các vật dụng khác cho nhà hàng của họ, tiên phong trong khái niệm chuỗi nhà hàng bánh mì kẹp thịt đa tiểu bang, chuẩn hóa diện mạo và xây dựng của chính các nhà hàng, thậm chí còn phát triển một bộ phận xây dựng sản xuất và xây dựng các tòa nhà nhà hàng đúc sẵn của chuỗi. Hệ thống dịch vụ Speedee của McDonald's và sau đó là các cửa hàng McDonald's của Ray Kroc và Đại học Hamburger đều được xây dựng dựa trên các nguyên tắc, hệ thống và thông lệ mà White Castle đã thiết lập từ năm 1923 đến năm 1932. Nhà hàng hamburger mà công chúng thường liên tưởng đến thuật ngữ "thức ăn nhanh" được thiết lập do công của hai anh em đến từ Nashua, New Hampshire. 
Khi ô tô trở nên phổ biến và giá cả phải chăng hơn sau Thế chiến thứ nhất, các nhà hàng lái xe qua (drive-through) đã được phát triển. Công ty White Castle của Mỹ do Billy Ingram và Walter Anderson thành lập ở Wichita, Kansas vào năm 1921, thường được ghi nhận là công ty đã mở cửa hàng thức ăn nhanh thứ hai và chuỗi cửa hàng bánh hamburger đầu tiên, bán hamburger với giá 5 cent mỗi chiếc. Walter Anderson đã xây dựng nhà hàng White Castle đầu tiên ở Wichita vào năm 1916, giới thiệu thực đơn hạn chế, nhà hàng bánh hamburger tốc độ cao, số lượng lớn, với chi phí thấp. Trong số những đổi mới của mình, công ty đã cho phép khách hàng xem trực tiếp quá trình chuẩn bị thức ăn. White Castle đã thành công ngay từ khi mới thành lập và tạo ra rất nhiều đối thủ cạnh tranh. Nhượng quyền thương mại được A&W Root Beer giới thiệu vào năm 1921 với sản phẩm siro đặc biệt của mình. Howard Johnson's lần đầu tiên đưa ra khái niệm nhượng quyền nhà hàng vào giữa những năm 1930, chính thức tiêu chuẩn hóa thực đơn, bảng chỉ dẫn và quảng cáo.
Richard và Maurice McDonald đã mở một quán nướng lái xe vào năm 1940 tại thành phố San Bernardino, California. Sau khi phát hiện ra rằng phần lớn lợi nhuận của họ đến từ bánh mì kẹp thịt, hai anh em đã đóng cửa nhà hàng trong ba tháng và mở lại vào năm 1948 dưới dạng quầy hàng bán đồ ăn nhẹ cung cấp thực đơn đơn giản gồm bánh mì kẹp thịt, khoai tây chiên, sữa lắc, cà phê và Coca-Cola, được phục vụ trong giấy gói dùng một lần. Kết quả là, họ có thể sản xuất bánh hamburger và khoai tây chiên liên tục, không cần chờ khách hàng gọi món, và có thể phục vụ ngay lập tức, giá bánh hamburger là 15 xu, bằng khoảng một nửa giá tại một quán ăn thông thường. Phương pháp sản xuất hợp lý của họ, mà họ đặt tên là "Hệ thống dịch vụ Speedee" chịu ảnh hưởng từ những cải tiến dây chuyền sản xuất của Henry Ford. Đến năm 1954, gian hàng của anh em nhà McDonald là đơn vị mua máy pha sữa lắc lớn nhất của nhà sản xuất thiết bị nhà hàng Prince Castle. Nhân viên bán hàng Ray Kroc của Prince Castle đã đến California để tìm hiểu lý do tại sao công ty đã mua gần một tá máy này thay vì chỉ một hoặc hai máy như thông thường ở hầu hết các nhà hàng thời bấy giờ. Bị hấp dẫn bởi thành công của khái niệm McDonald's, Kroc đã ký một thỏa thuận nhượng quyền thương mại với anh em nhà McDonald và bắt đầu mở các nhà hàng McDonald's tại Illinois.
Đến năm 1961, Kroc đã mua lại cổ phần của hai anh em và tạo ra Tập đoàn McDonald's hiện đại. Một trong những phần chính trong kế hoạch kinh doanh của ông là thúc đẩy sự sạch sẽ của các nhà hàng của mình đối với nhóm người Mỹ ngày càng đông đảo đã nhận thức được các vấn đề về an toàn thực phẩm. Là một phần trong cam kết về sự sạch sẽ, Kroc thường tham gia vệ sinh cửa hàng của mình tại Des Plaines, Illinois bằng cách xịt nước vào thùng rác và cạo sạch kẹo cao su trên xi măng. Một khái niệm khác mà Kroc bổ sung là những mảng kính lớn cho phép khách hàng quan sát quá trình chế biến thực phẩm, một thông lệ vẫn được tìm thấy trong các chuỗi như Krispy Kreme. Một bầu không khí sạch sẽ chỉ là một phần trong kế hoạch lớn hơn của Kroc giúp McDonald's tách biệt khỏi các đối thủ cạnh tranh còn lại và đóng góp vào thành công lớn của họ. Kroc hình dung ra việc làm cho các nhà hàng của mình hấp dẫn các gia đình ở vùng ngoại ô. Vào khoảng thời gian Kroc đang hình thành nên Tập đoàn McDonald's, hai doanh nhân ở Miami, Florida, James McLamore và David Edgerton, đã mở một cửa hàng nhượng quyền của tiền thân của chuỗi nhà hàng thức ăn nhanh quốc tế hiện nay Burger King. 
McLamore đã đến thăm quầy bán hamburger McDonald's ban đầu thuộc về anh em nhà McDonald; nhận thấy tiềm năng trong hệ thống sản xuất dựa trên dây chuyền lắp ráp sáng tạo của họ, ông quyết định muốn mở một hoạt động tương tự của riêng mình. Cuối cùng, hai đối tác đã quyết định đầu tư tiền của họ vào Insta-Burger King có trụ sở tại Jacksonville, Florida. Ban đầu được mở vào năm 1953, những người sáng lập và chủ sở hữu của chuỗi cửa hàng, Keith G. Cramer và chú của vợ ông là Matthew Burns, đã mở những cửa hàng đầu tiên của họ xung quanh một thiết bị được gọi là Insta-Broiler. Lò nướng Insta-Broiler tỏ ra rất thành công trong việc nướng bánh mì kẹp thịt, họ yêu cầu tất cả các cửa hàng nhượng quyền của mình phải cung cấp thiết bị này. Đến năm 1959, McLamore và Edgarton đã điều hành một số địa điểm trong khu vực Miami-Dade và đang phát triển với tốc độ nhanh chóng. Mặc dù hoạt động kinh doanh của họ thành công, các đối tác phát hiện ra rằng thiết kế của insta-broiler khiến các bộ phận gia nhiệt của thiết bị dễ bị phân hủy do nước nhỏ giọt từ miếng thịt bò. Cuối cùng, cặp đôi này đã tạo ra một lò nướng gas cơ giới giúp tránh được các vấn đề này bằng cách thay đổi cách nướng thịt trong lò. Sau khi công ty ban đầu bắt đầu suy yếu vào năm 1959, nó đã được McLamore và Edgerton mua lại và đổi tên công ty thành Burger King. 
Ngày nay, có rất nhiều nhà hàng thức ăn nhanh khác nằm trên khắp thế giới. Burger King có hơn 11.100 nhà hàng tại hơn 65 quốc gia. KFC có trụ sở tại 25 quốc gia. Subway là một trong những thương hiệu phát triển nhanh nhất trên thế giới với khoảng 39.129 nhà hàng ở 90 quốc gia tính đến tháng 5 năm 2009, địa điểm đầu tiên ngoài Hoa Kỳ mở cửa vào tháng 12 năm 1984 tại Bahrain. Wienerwald đã lan rộng từ Đức sang Châu Á và Châu Phi. Pizza Hut có mặt tại 97 quốc gia, với 100 địa điểm ở Trung Quốc. Taco Bell có 278 nhà hàng ở 14 quốc gia ngoài Hoa Kỳ. Quá trình mở rộng McDonald's trên quy mô toàn cầu là việc đưa McDonald's vào thị trường Nga. Để công việc kinh doanh của người Mỹ thành công, nó phải được chấp nhận và hòa nhập vào cuộc sống hàng ngày của người dân địa phương Moskva. Do đó, nhà hàng đã được thực hiện một cách chiến lược để các dịch vụ của nó sẽ phù hợp với thói quen ăn uống riêng biệt và được thiết kế, hay còn được gọi là phong tục hóa xung quanh thói quen tiêu dùng thực phẩm, ăn uống và nấu nướng, của người Moskva. Một đặc điểm quan trọng của văn hóa ẩm thực Nga là nhấn mạnh vào việc hiểu biết về nguồn gốc địa phương của hàng hóa được tiêu thụ. Về cơ bản, để ra mắt thành công thương hiệu Mỹ này ở nước ngoài, McDonald's đã giải thích lợi ích địa phương của người tiêu dùng ở Moskva bằng cách quảng bá nguồn gốc địa phương của sản phẩm rau và thịt được sử dụng trong nhà hàng này Vào ngày 31 tháng 1 năm 1990 McDonald's đã mở một nhà hàng ở Moskva và phá vỡ kỷ lục ngày mở cửa về số lượng khách hàng được phục vụ. Nhà hàng ở Moscow là nhà hàng bận rộn nhất trên thế giới. McDonald's lớn nhất trên thế giới, với ống vui chơi cho trẻ em dài tổng cộng 25.000 feet, một trung tâm trò chơi điện tử và vui chơi, nằm ở Orlando, Florida, Hoa Kỳ

## Đặc điểm

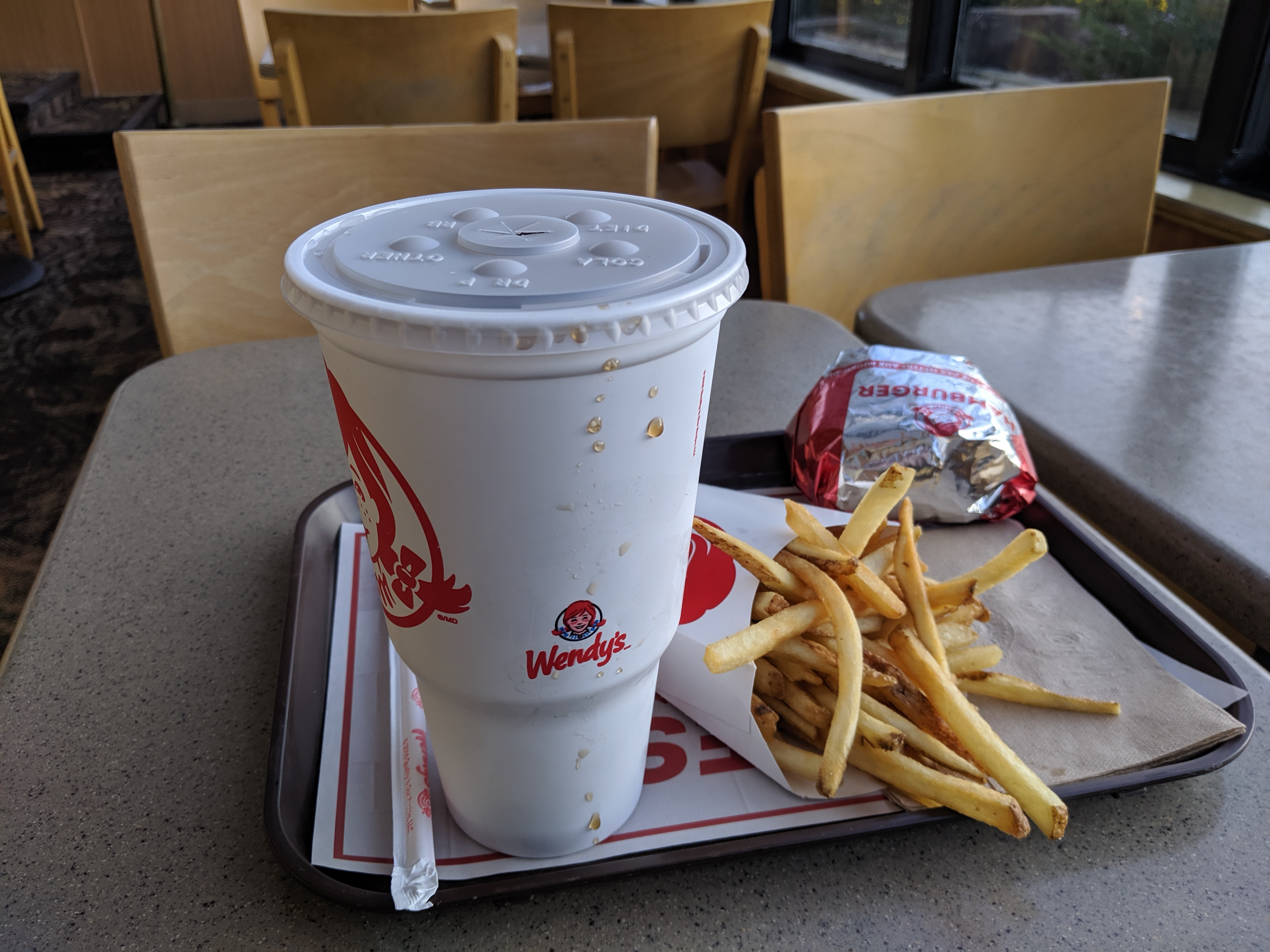
Thực đơn trong một nhà hàng thức ăn nhanh

Những nhà hàng thức ăn nhanh được phân biệt theo truyền thống bởi khả năng phục vụ đồ ăn qua đường lái xe đi qua. Các cửa hàng có thể là quầy hoặc quầy bán hàng (ki-ốt), có thể không có chỗ che nắng mưa hoặc chỗ ngồi, hoặc nhà hàng thức ăn nhanh (còn được gọi là nhà hàng phục vụ nhanh). Hoạt động nhượng quyền thương mại là một phần của chuỗi nhà hàng có thực phẩm tiêu chuẩn hóa được vận chuyển đến từng nhà hàng từ các địa điểm trung tâm. Trong khi các nhà hàng thức ăn nhanh thường có khu vực chỗ ngồi để khách hàng có thể ăn tại chỗ, thì các đơn hàng được thiết kế để mang đi và dịch vụ tại bàn theo kiểu truyền thống rất hiếm. Các đơn hàng thường được tiếp nhận và thanh toán tại một quầy rộng, với khách hàng chờ ở quầy để lấy khay hoặc hộp đựng thức ăn. Gần như ngay từ khi mới ra đời, thức ăn nhanh đã được thiết kế để có thể ăn "khi đang di chuyển" và thường không cần dao kéo truyền thống và được ăn như một món ăn nhẹ. 
Các món ăn phổ biến trong thực đơn tại các cửa hàng thức ăn nhanh bao gồm cá và khoai tây chiên, bánh sandwich, bánh mì pita, bánh mì kẹp thịt, gà rán, khoai tây chiên, gà viên, taco, pizza và kem, mặc dù nhiều nhà hàng thức ăn nhanh cung cấp các món ăn "chậm hơn" như chili con carne, khoai tây nghiền và salad. Bữa ăn giá trị là một nhóm các món ăn trong thực đơn được cung cấp cùng nhau với mức giá thấp hơn so với giá của chúng khi đặt riêng lẻ. Một chiếc bánh hamburger, một phần khoai tây chiên và đồ uống thường tạo nên một bữa ăn giá trị—hoặc combo tùy thuộc vào chuỗi. Các bữa ăn giá trị tại các nhà hàng thức ăn nhanh thường là một chiến thuật bán hàng để tạo điều kiện thuận lợi cho gói, bán thêm và phân biệt giá. Hầu hết thời gian, chúng có thể được nâng cấp lên một phần lớn hơn và đồ uống với một khoản phí nhỏ. Việc tạo ra "chiết khấu" cho các món ăn riêng lẻ trong thực đơn để đổi lấy việc mua một "bữa ăn" cũng phù hợp với trường phái tiếp thị trung thành tiếp thị. Các chuỗi dịch vụ thực phẩm hợp tác với các nhà sản xuất thiết bị thực phẩm để thiết kế thiết bị nhà hàng chuyên dụng cao, thường kết hợp cảm biến nhiệt, bộ hẹn giờ và các điều khiển điện tử khác vào thiết kế. Các kỹ thuật thiết kế hợp tác, chẳng hạn như hình ảnh hóa nhanh và thiết kế hỗ trợ máy tính của bếp nhà hàng hiện đang được sử dụng để thiết lập các thông số kỹ thuật của thiết bị phù hợp với các yêu cầu về hoạt động và bán hàng của nhà hàng.

## Chỉ trích

Quảng cáo burger

Ngành công nghiệp thức ăn nhanh là mục tiêu ưa thích của những người thích chỉ trích, từ các nhà hoạt động chống toàn cầu hóa như José Bové đến các nhóm hoạt động ăn chay như PETA cũng như chính những người lao động. Các chuỗi nhà hàng thức ăn nhanh đã bị chỉ trích vì những lo ngại từ những ảnh hưởng tiêu cực đến sức khỏe, cáo buộc đối xử tàn bạo với động vật, các trường hợp bóc lột công nhân và tuyên bố về sự suy thoái văn hóa thông qua sự thay đổi trong cách ăn uống của người dân khiến họ ngừng ăn các món ăn truyền thống.. Để chống lại những lời chỉ trích, các nhà hàng thức ăn nhanh đang bắt đầu cung cấp các thực đơn thân thiện với sức khỏe hơn. Bên cạnh những ý kiến chỉ trích về sức khỏe, cũng có những đề xuất yêu cầu ngành công nghiệp thức ăn nhanh trở nên thân thiện hơn với môi trường. Các chuỗi nhà hàng này đã phản ứng bằng cách "giảm chất thải bao bì". Mặc dù được nhiều người biết đến, nhưng thức ăn nhanh và chuỗi cửa hàng ăn nhanh có những tác động tiêu cực không chỉ đến công việc và kỹ năng xã hội mà còn ảnh hưởng đến sức khỏe và kết quả học tập của sinh viên. 56 phần trăm sinh viên đã ăn thức ăn nhanh hàng tuần.
Một số cuộc đình công của công nhân thức ăn nhanh đã diễn ra ở Hoa Kỳ vào những năm 2010. Trong cuốn sách bán chạy nhất năm 2001 của mình Fast Food Nation, nhà báo điều tra Eric Schlosser đã đưa ra một lời chỉ trích phổ quát, về vấn đề kinh tế xã hội đối với ngành công nghiệp thức ăn nhanh, ghi lại cách thức thức ăn nhanh phát triển từ các doanh nghiệp nhỏ do gia đình điều hành (như quán burger của anh em nhà McDonald) thành những tập đoàn đa quốc gia lớn mạnh có nền kinh tế theo quy mô đã biến đổi triệt để nền nông nghiệp, công nghiệp chế biến thịt và thị trường lao động vào cuối thế kỷ XX. Schlosser lập luận rằng trong khi những cải tiến của ngành công nghiệp thức ăn nhanh mang đến cho người Mỹ nhiều lựa chọn ăn uống rẻ hơn, thì nó lại phải trả giá bằng việc phá hủy môi trường, nền kinh tế và các cộng đồng thị trấn nhỏ ở vùng nông thôn nước Mỹ trong khi bảo vệ người tiêu dùng khỏi chi phí thực sự của bữa ăn tiện lợi của họ, xét về cả sức khỏe và tác động rộng hơn của sản xuất và chế biến thực phẩm quy mô lớn đối với người lao động, động vật và đất đai. 
Trong năm 2012, các nhà hàng thức ăn nhanh đã chi khoảng 4,6 tỷ đô la Mỹ cho các chiến dịch quảng cáo, tăng 8% so với năm 2009. Trong cùng khoảng thời gian trên, McDonald's đã chi tiêu cho quảng cáo nhiều gấp gần ba lần so với tất cả các loại nước, sữa và các nhà quảng cáo khác cộng lại.. Một nghiên cứu các nhà nghiên cứu từ Trường Y Geisel thuộc Đại học Dartmouth thực hiện đã cho thấy kết quả cho thấy rằng khi trẻ em xem truyền hình thương mại nhiều hơn (và xem nhiều quảng cáo về thức ăn nhanh hơn), chúng có xu hướng yêu cầu đến các nhà hàng thức ăn nhanh sau đó nhiều hơn. Cụ thể, các nhà hàng thức ăn nhanh đã và đang tăng cường nỗ lực quảng cáo nhắm vào giới trẻ Da đen và Tây Ban Nha. Lo lắng về đại dịch béo phì và các bệnh liên quan đã thôi thúc nhiều quan chức chính quyền địa phương ở Hoa Kỳ đề xuất hạn chế hoặc điều chỉnh các nhà hàng thức ăn nhanh. Tuy nhiên, những người trưởng thành ở Mỹ không sẵn sàng thay đổi mức tiêu thụ thức ăn nhanh của họ ngay cả khi đối mặt với chi phí gia tăng và tỷ lệ thất nghiệp đặc trưng do đại suy thoái, cho thấy nhu cầu sử dụng không co giãn. Tuy nhiên, một số khu vực bị ảnh hưởng nhiều hơn những khu vực khác. Ví dụ, ở Quận Los Angeles, khoảng 45% nhà hàng ở Nam Trung tâm Los Angeles là chuỗi cửa hàng thức ăn nhanh hoặc nhà hàng có chỗ ngồi tối thiểu. Để so sánh, chỉ 16% trong số những nhà hàng ở Westside là những nhà hàng như vậy.
Ngành công nghiệp thức ăn nhanh rất phổ biến ở Hoa Kỳ, nguồn gốc của hầu hết các cải tiến của ngành này, và nhiều chuỗi cửa hàng quốc tế lớn có trụ sở tại đây. Được coi là biểu tượng của sự thống trị của Hoa Kỳ và được coi là chủ nghĩa đế quốc văn hóa, các chuỗi cửa hàng thức ăn nhanh của Mỹ thường là mục tiêu của các cuộc biểu tình và biểu tình Chống toàn cầu hóa chống lại chính phủ Hoa Kỳ. Ví dụ, vào năm 2005, những kẻ bạo loạn ở Karachi, Pakistan, ban đầu tức giận vì vụ đánh bom một nhà thờ Hồi giáo Hồi giáo Shia (Shiite), đã phá hủy một nhà hàng KFC. Vào tháng 8 năm 2002, một nhóm trẻ em thừa cân ở Thành phố New York đã đệ đơn kiện tập thể chống lại Tập đoàn McDonald's để yêu cầu bồi thường cho các vấn đề sức khỏe liên quan đến béo phì, cải thiện nhãn dinh dưỡng của các sản phẩm McDonald's và tài trợ cho một chương trình giáo dục người tiêu dùng về mối nguy hiểm của thức ăn nhanh. Điều này đã gây ra phản ứng dữ dội, chủ yếu là tiêu cực trên phương tiện truyền thông với các chuyên mục gọi vụ kiện này là "vụ kiện biếm họa". Kiểu kiện tụng này đặt ra câu hỏi quan trọng về việc ai, nếu có, phải chịu trách nhiệm về hậu quả kinh tế và sức khỏe cộng đồng của bệnh béo phì. 
Năm 2003, McDonald's đã bị một gia đình kiện tại tòa án New York vì cho rằng chuỗi nhà hàng này chịu trách nhiệm về tình trạng béo phì ở tuổi vị thành niên của con gái họ và các vấn đề sức khỏe kèm theo. Bằng cách thao túng hương vị, hàm lượng đường và chất béo của thực phẩm và hướng quảng cáo thực phẩm của họ nhắm đến trẻ em, vụ kiện lập luận rằng công ty cố tình đánh lừa công chúng về giá trị dinh dưỡng của sản phẩm (hàm lượng chất dinh dưỡng). Một thẩm phán đã bác bỏ vụ kiện, nhưng ngành công nghiệp thức ăn nhanh không thích việc công khai các hoạt động của mình, đặc biệt là cách nhắm đến trẻ em trong quảng cáo của mình. Mặc dù các vụ kiện tụng khác không xảy ra, vấn đề này vẫn tiếp tục được các phương tiện truyền thông và giới chính trị nhắc đến bởi những người thúc đẩy nhu cầu cải cách luật bồi thường thiệt hại ngoài hợp đồng. Để đáp lại điều này thì Đạo luật về trách nhiệm cá nhân trong tiêu thụ thực phẩm (Dự luật Cheeseburger) đã được Hạ viện Hoa Kỳ thông qua vào năm 2004; sau đó bị đình trệ tại Thượng viện Hoa Kỳ. Luật được đưa ra lại vào năm 2005, nhưng cũng chịu chung số phận. Luật này được cho là "cấm các vụ kiện phù phiếm chống lại những nhà sản xuất và người bán thực phẩm và đồ uống không cồn phát sinh từ các khiếu nại béo phì". Dự luật này nảy sinh do sự gia tăng các vụ kiện chống lại các chuỗi thức ăn nhanh của những người cho rằng việc ăn các sản phẩm của họ khiến họ béo phì, không liên quan đến bất kỳ lời buộc tội nào.